# 盖勒马
盖勒马（阿拉伯语：‎）是阿尔及利亚盖勒马省的省会，位于阿尔及利亚东北，距地中海沿岸40千米。
盖勒马最早是由腓尼基人建造的城市，腓尼基语称为“马拉加”，意思是“盐”。其后被罗马人占领，更名为“加拉马”，并引入基督教。汪达尔人入侵曾经将这个城市毁掉。其后又被纳入拜占庭帝国版图，并修建城墙，但当伊斯兰教占领阿尔及利亚后，这个地区被放弃了。法国入侵后，将这里作为法国军队的兵营，并重新修建，成为一个法国移民的城市，阿尔及利亚独立后，法国移民回国，本地居民增加，基督教堂被改造成为清真寺，并成立了一个大学 - “1945年5月8日大学”。